# Whiplash (pel·lícula de 2014)
|  | Per a altres significats, vegeu «Whiplash». |

Whiplash és una pel·lícula dramàtica musical estatunidenca del 2014, escrita i dirigida per Damien Chazelle i protagonitzada per Miles Teller com el jove baterista de jazz Andrew Neiman que assisteix a una de les millors escoles de música del país a Nova York, sota la tutela del temible jazzista i mestre Terence Fletcher (interpretat per J. K. Simmons.) Completen el repartiment Melissa Benoist, Austin Stowell, Jayson Blair i Kavita Patil. S'ha doblat i subtitulat al català.
La pel·lícula es va estrenar en competició als Estats Units en la Categoria Drama el 2014 en el Festival de Cine de Sundance el 16 de gener de 2014, com la pel·lícula d'obertura del festival. Poc després de l'estrena de la pel·lícula, Sony Pictures Worldwide va adquirir-ne els drets de distribució internacional.

## Argument i resum
Argument
Andrew Neiman (Miles Teller) és un jove i ambiciós bateria. La seva carrera canviarà quan Terence Fletcher (J. K. Simmons), que dirigeix el conjunt de jazz d'un prestigiós Conservatori de Música de la costa est estatunidenca, el tria per formar part del grup. La passió del noi, combinada amb l'exigència del professor, portaran el protagonista al límit de les seves capacitats.
Resum
Andrew Neiman és un estudiant de primer any de jazz en el prestigiós Conservatori Shaffer a la ciutat de Nova York. Toca la bateria des de jove i aspira a convertir-se en un bateria de talla mundial com Buddy Rich. El famós director d'orquestra Terence Fletcher el convida a la seva Studio Band com a suplent del bateria principal Carl Tanner. Fletcher és excessivament dur i fins i tot abusiu amb els seus estudiants, ja que repetidament els llança insults vulgars i s'afanya a acomiadar a aquells que cometen errors. Quan la banda assaja la peça de Hank Levy "Whiplash", Andrew lluita per mantenir el ritme mentre Fletcher l'acusa alternativament d'afanyar-se i arrossegar-se, fins que Fletcher li llança una cadira, el colpeja i el castiga brutalment fins a les llàgrimes enfront del conjunt.
En una competència de jazz, la carpeta que conté les partitures de Tanner està fora de lloc mentre Andrew la guarda. Tanner no pot tocar sense les partitures, i Andrew li diu a Fletcher que pot realitzar "Whiplash" de memòria. Després d'una actuació reeixida, Fletcher promou a Andrew com a bateria principal. Poc després, Fletcher recluta a Ryan Connolly, el bateria principal de l'antic conjunt de baix nivell d'Andrew dins del conservatori. Andrew creu que Connolly és un bateria menys talentós que ell i s'enfureix quan Fletcher promou a Connolly fins a la medul·la. Decidit a impressionar, Andrew practica fins que les seves mans sagnen i trenca amb la seva núvia, Nicole, per a concentrar-se en les seves ambicions musicals. Després d'una esgotadora sessió de cinc hores amb Fletcher i els altres bateries de la classe, durant la qual Fletcher trepitja els mobles i li crida, Andrew recupera el lloc central.
En el camí a una altra competència, l'autobús que Andrew viatja es descompon. Lloga un cotxe, però arriba tard, després, en adonar-se que va deixar les seves baquetes en l'oficina de lloguer, corre de retorn i les recupera, però quan torna, el seu automòbil de lloguer és colpejat per una tractor. S'arrossega de les restes, corre de retorn al teatre i arriba a l'escenari ensangonat i ferit. Quan lluita per interpretar "Caravan", Fletcher deté l'actuació i acomiada a Andrew, qui després ho ataca en l'escenari, la qual cosa resulta en la seva expulsió de Shaffer.
A comanda del seu pare, Andrew es troba amb un advocat que representa als pares de Sean Casey, l'exalumne de Fletcher, en una queixa d'ètica contra Shaffer. Contràriament a l'afirmació anterior de Fletcher que Sean va morir en un accident automobilístic, l'advocat explica que Sean es va deslliurar de la depressió i l'ansietat provocada per l'abús de Fletcher. Els pares de Sean volen veure a Fletcher acomiadat i prohibit tornar a ensenyar. Andrew accepta atestar com a testimoni anònim, i Fletcher és acomiadat. Mesos després, Andrew ha abandonat la bateria i està treballant en un restaurant. Descobreix a Fletcher actuant com a pianista en un club de jazz. Fletcher veu a Andrew i el convida a prendre una copa després de l'actuació. Explica que va pressionar als seus alumnes perquè es convertissin en músics de jazz famosos, fent referència a l'ascens a la fama de Charlie Parker com a exemple. Quan Andrew pregunta si els seus mètodes durs poden desanimar als estudiants, Fletcher respon que el pròxim Charlie Parker mai es desanimarà. Andrew accepta la invitació de Fletcher a tocar el tambor amb la seva banda en el JVC Jazz Festival. Convida a Nicole a l'actuació, però des de llavors ha aconseguit un altre nuvi.
En l'escenari, just abans que comenci la presentació, Fletcher revela que sap que Andrew va atestar en contra seva, i comença el concert amb una peça que Andrew no coneix, i per a la qual no se li han proporcionat les partitures necessàries. Andrew deixa l'escenari humiliat, però torna, interromp a Fletcher tocant "Caravan" i li dona una pista a la banda. Fletcher se sorprèn, però reprèn la direcció. A la meitat de la peça “Caravan“, Andrew realitza un esplèndid solo. Fletcher després comparteix un somriure d'aprovació i assenyala el final.

## Cinematografia
Whiplash compta amb la direcció de fotografia de Sharone Meir. En aquesta s'utilitzen diferents recursos per aconseguir  transmetre, principalment, la tensió psicològica i la sensació de no poder escapar que pateix el protagonista, Andrew Neiman (personatge interpretat per Miles Teller), durant la pel·lícula, presentant, així, intensitat visual a través de la composició.
Visualment s'inspira en les imatges del jazz clàssic, concretament en l'estètica de les portades dels àlbums de jazz dels anys cinquanta i seixanta. Alguns moviments de càmera sembla que també s'inspirin en el jazz. En aquest cas imitant el ritme d'aquest tipus de música, per això són ràpids i frenètics. La càmera capta el món en el qual viu Andrew Neiman. Els moments més caòtics d'aquest món i els més tranquils es filmen de maneres diferents per aconseguir transmetre als espectadors aquestes dues sensacions.
Pel que fa a la il·luminació, predomina l'ús de grocs i taronges càlids. Aquests poden donar certa sensació de seguretat al principi però quan avança la pel·lícula es veu que aquesta sensació és falsa. Això contrasta amb els tons verds i blaus més freds que s'utilitzen per destacar la falta de control i la sensació de fracàs del protagonista en escenes en les quals lluita i fracasa.
L'ús del color també té gran importància dins el film. Predominen els grocs i taronges, els verds i els negres, tots aquests utilitzats per transmetre els estats psicològics dels personatges. Els grocs i taronges simbolitzen la passió del protagonista per la bateria i la seva ambició per triomfar, però també com això el consumeix. En contrast amb aquests hi ha els verds que s'utilitzen en els moments de dubte o fracàs d'Andrew Neiman, simbolitzant la incertesa i les pors que té. Finalment, el negre s'utilitza per representar el poder, sobretot en el vestuari de Terence Fletcher (personatge interpretat pe J. K. Simmons). A més, es veu la transformació del protagonista representada en el seu vestuari, ja que pasa de vestir colors clars al negre. Tot això ajuda a la narració del film augmentant la seva intensitat emocional.

## Al voltant de la pel·lícula
Chazelle ja tenia escrit des de l'institut el guió de Whiplash. En va presentar un extracte al Festival de Sundance el 2013, on es va emportar el Premi del Jurat pel seu curt, i aquest èxit li va permetre atraure inversors per rodar la versió homònima en llargmetratge, que guanyaria el Premi del Gran Jurat i del Públic en l'edició de 2014 de Sundance.

## Repartiment
- Miles Teller: Andrew Neiman
- J. K. Simmons: Terence Fletcher
- Paul Reiser: Jim Neiman
- Melissa Benoist: Nicole
- Austin Stowell: Ryan Connolly
- Jayson Blair: Travis
- Chris Mulkey: Frank
- Suanne Spoke: Emma
- Henry G. Sanders: Red Henderson
- April Grace: Rachel Bornholdt
- Nate Lang: Carl Tanner
- Kofi Siriboe: Greg
- Kavita Patil: Sophie

## Producció
Originalment concebuda en forma d'un guió de 85 pàgines, Whiplash de Damien Chazelle va saltar a la fama després de ser presentada a Black List 2012, que inclou els millors guions cinematogràfics encara no produïts. Quan els productors van començar a mostrar interès, Chazelle va prendre 15 pàgines del seu guió original i adaptat en un curtmetratge protagonitzat per Johnny Simmons en el paper del baterista i J.K. Simmons en el paper del professor. El curtmetratge de 18 minuts va passar amb gran èxit després d'haver-se estrenat en el Festival de Cine de Sundance de 2013, que en última instància va atraure als inversors a firmar i produir la versió completa del guió. El llargmetratge va ser financiat per $3.3 milions per Bold Films.
L'agost de 2013, Milles Teller va firmar per protagonitzar el paper que originalment va ser de Johnny Simmons; J.K. Simmons va seguir amb el seu paper original. El rodatge va començar el mes següent, es desenvolupà a Los Angeles, incloent l'hotel Barclay, Palace Theater i el Teatre Orpheum.

## Banda sonora
1. Snare Liftoff (IWant To Be One Of The Greats) (0:43)
2. Overture - Justin Hurwitz (3:19)
3. Too Hip To Retire - Tim Simonec (3:03)
4. Whiplash - Hank Levy (1:55)
5. Fletcher’s Song In Club - Justin Hurwitz (1:28)
6. Caravan (jazz)|Caravan - Duke Ellington & Juan Tizol (9:14)
7. What’s Your Name (If You Want The Part, Earn It) (1:30)
8. Practicing - Justin Hurwitz (1:43)
9. Invited - Justin Hurwitz (:54)
10. Call From Dad - Justin Hurwitz (:40)
11. Accident - Justin Hurwitz (5:21)
12. Hug From Dad - Justin Hurwitz (1:19)
13. Drum & Drone - Justin Hurwitz (1:34)
14. Carnegie - Justin Hurwitz (:36)
15. Ryan / Breakup - Justin Hurwitz (:31)
16. Drum Battle - Justin Hurwitz (2:21)
17. Dismissed - Justin Hurwitz (2:51)
18. Good Job (He Was ABeautiful Player) (1:28)
19. Intoit - Stan Getz (3:19)
20. No Two Words - Nicholas Britell et Justin Hurwitz (1:41)
21. When I Wake - Justin Hurwitz (3:50)
22. Casey’s Song - Justin Hurwitz (1:57)
23. Upswingin’ - Tim Simonec (2:12)[15]

## Estrena
La pel·lícula es va projectar en la Quinzena de Realitzadors durant el Festival de Cine de Cannes el 2014. També va ser programada per ser projectada en la secció de Presentacions Especials del Festival Internacional de Cine de Toronto el 2014.

## Crítica
És una pel·lícula d'habilitat poc comuna que mostra dos personatges convincents i polsos a un ritme enlluernador i irresistible. A Metacritic, la pel·lícula obté un 88 sobre 100 basat en 49 crítiques de mitjans i un 8,9 dels usuaris. Ha recollit elogis pel conjunt de les crítiques professionals, amb un 94% d'opinions favorables de 261 crítiques rebudes.

## Nominacions i premis
Als Premis Globus d'Or, va rebre el guardó a la millor interpretació com a actor secundari en musical o comèdia per J. K. Simmons.
Als Premis BAFTA, va obtenir els premis a millor actor secundari per J. K. Simmons, a millor edició i a millor so.
Va ser nominada a cinc Oscars, i va emportar-se tres estatuetes: millor actor secundari per J. K. Simmons, millor muntatge i millor so.